# Aviación Naval de Chile
La Aviación Naval de Chile constituyen el arma aérea de la Armada de Chile. Su misión es prestar apoyo a las fuerzas navales operativas de superficie, submarinas y de Infantería de Marina, para contribuir al éxito de las operaciones navales. Sus aeronaves realizan tareas de exploración aeromarítima, y guerra antisuperficie, y antisubmarina, mediante el uso de misiles y torpedos. Y vigilancia del Mar Territorial y de la Zona Económica Exclusiva. Además, presta apoyo a acciones de búsqueda y rescate y de guardia costera o policía marítima realizadas por la Armada de Chile.

## Historia

### Orígenes de la Aviación Naval de Chile
Los orígenes de la Aviación Naval de Chile se remontan a principios del siglo XX. Es así, como el 27 de abril de 1916, se dio inicio al primer curso de aviadores navales en la Escuela de Aeronáutica Militar de El Bosque, en Santiago de Chile. El 18 de octubre de ese mismo año pierde la vida en Teniente Segundo don Pedro Luco Christie, al chocar en un biplano "Sánchez Besa" con un bosque de eucaliptus, en circunstancias que despegaba para rendir las pruebas finales para graduarse como piloto. La Armada de Chile perdió a su primer miembro en actividades aéreas, en el esfuerzo inicial de crear una nueva especialidad.
De este curso se graduaron el Contador 3o. Carlos Yanquez Cerda, el torpedista Luis Farías y el Guardiamarina Enrique de la Maza.

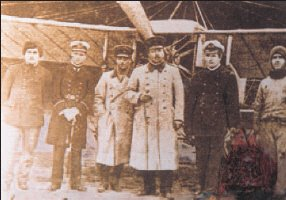
Oficiales navales que recibieron instrucción en la Escuela Aeronáutica Militar.

El servicio de la Aviación Naval, inició sus actividades de vuelo en el año 1919, al recibir una importante cantidad de aviones desde el Reino Unido, entregados por ese país en compensación por la confiscación de unidades navales chilenas en construcción al iniciarse la Primera Guerra Mundial, los acorazados Almirante Latorre y Almirante Cochrane y los destructores "Almirante Goñi", "Almirante Riveros", "Almirante Simpson" y "Almirante Williams", para entregarlos al servicio de la Royal Navy.
Los aviones que se recibieron en compensación fueron:
- 6 hidroaviones Short 184.
- 2 hidroaviones Sopwith Baby.
- 2 hidroaviones Avro 504.
- 1 bote volador biplano F-2A.

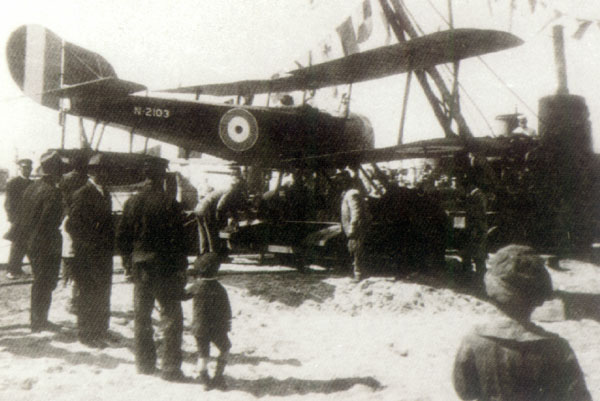
Hidroavión Sopwith Baby N-2103 que protagonizó el primer vuelo en Talcahuano.

El primer vuelo de un avión naval fue realizado por un hidroavión Sopwith Baby en el puerto de Talcahuano el 3 de julio de 1919, luego las primeras operaciones aeronavales se realizaron en 1919 con un hidroavión Sopwith Baby que fue embarcado a bordo del Crucero Acorazado O’Higgins desde donde era izado y arriado con una pluma. El crucero O´Higgins había arribado a Chile en julio de 1898 proveniente de Inglaterra, donde se había encargado su construcción, siendo retirado de servicio en 1933. Durante su vida operativa fue protagonista de algunos hechos históricos importante como el Abrazo del Estrecho en 1899 y la Sublevación de la Escuadra de Chile, pero también fue protagonista de un hito muy relevante para Aviación Naval de Chile; en 1919, sobre su cubierta se realizó la primera operación embarcada de la Aviación Naval de Chile, en la cual se usó un hidroavión Sopwith Baby.

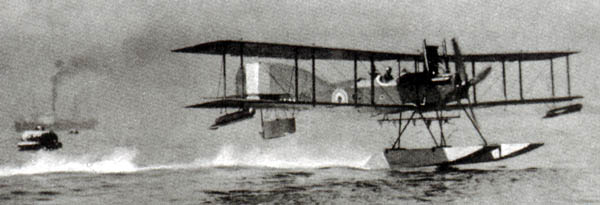
Hidroavión Short 184 de la Aviación Naval británica, similar a los que realizaron el viaje desde Valparaíso a Coquimbo.

En 1921, la Aviación Naval instaló una base en caleta Las Torpederas en Valparaíso, la que fue su primera base y desde la cual se realizaron los primeros raid por la costa de Chile. El 30 de agosto de 1921 tres hidroaviones Short 184 realizaron una operación sin precedentes para la época; volaron desde Valparaíso a Coquimbo para probar el material y participar en ejercicios con la Escuadra Nacional fondeada en aquel puerto. La operación no estuvo exenta de percances ya que de los tres hidroaviones que despegaron a las 08:30 de la base Las Torpederas, solo uno llegó sin novedades a Coquimbo a las 13:30. de aquel día, ya que los otros dos tuvieron dificultades en su vuelo debido a la densa neblina que cubría la zona debiendo amarar cuando se les acabó el combustible, y solo fueron encontrados en la madrugada del día siguiente por el cazatorpedero Almirante Uribe que había salido en su búsqueda. Los reabasteció de combustible y pudieron completar su viaje sin novedad.
Otro de los aviones recibidos desde el Reino Unido era el bote volador Felixstowe F2A que operaba desde la Base Aeronaval Las Torpederas. El F2A, por sus dimensiones, no podía embarcarse en el crucero O'Higgins como los Sopwith Baby, por lo que operaba permanentemente desde la Base Las Torpederas. Era sacado de su hangar directamente al mar, desde donde despegaba.

## Inventario Aviación Naval
| Aeronave                    | Origen                     | Tipo | Versiones                    | En servicio                | Fotos                      |                            |
| Fiscalización Aeromarítima  | Fiscalización Aeromarítima | Fiscalización Aeromarítima | Fiscalización Aeromarítima   | Fiscalización Aeromarítima | Fiscalización Aeromarítima | Fiscalización Aeromarítima |
| --------------------------- | -------------------------- | --- | ---------------------------- | -------------------------- | -------------------------- | -------------------------- |
| Lockheed P-3 Orion          | Estados Unidos             | Actualmente se encuentran recibiendo MLU (Mid-Life Upgrade) de IMP Aerospace & Defence para extender su vida útil en 15.000 horas de vuelo (20 años). Nuevos sistemas electrónicos, cabina de cristal de última generación, nuevo motores Allison T56-A-14 y reemplazo de alas, para lanzamiento de AGM-84 Harpoon. | P-3ACH                       | 4                          |                            |                            |
| CASA C-295 Persuader        | Europa                     | Exploración Aeromarítima (EAM), Inteligencia Electrónica (ELINT) Designación de blancos transhorizonte (OTHT) / SAR | P-295 ASW.                   | 3                          |                            |                            |
| Eurocopter AS532 Cougar     | Europa                     | Escuadrón de Helicópteros de Ataque HA-1. | AS 532SC                     | 5                          |                            |                            |
| Eurocopter AS365 Dauphin    | Europa                     | Serán convertidos al estándar Panther K2 por Helibrás. El Panther K2 ha sido equipado con nuevos motores Arriel 2C2CG que ofrecen un 40 por ciento más de potencia, nuevos sistemas de aviónica, comunicación y tecnología de visión nocturna.                                                                      | 3 AS 365N24 SA 365F1 SA 365N | 9                          |                            |                            |
| Pilatus PC-7                | Suiza                      | Entrenamiento para pilotos aeronavales. Actualizado con sistema electrónico de vuelo Genesys IDU-680 por Avionics Services (Brasil) + Overhaul por Prime Turbines LLC | PC-7                         | 7                          |                            |                            |
| VulcanAir P68               | Italia                     | Policía marítima, SAR, y vigilancia. Cámara de vídeo infrarrojo, radar meteorológico. Capacidad de vuelo IFR, día y noche, y balsas de rescate. | P68 Observer 2               | 7                          |                            |                            |
| EMB 110 Bandeirante         | Brasil                     | Exploración aeromarítima, relay de comunicaciones / OTHT / SAR / Transporte | 4 EMB-111AN1 EMB-111C        | 5                          |                            |                            |
| Manta I                     | Chile                      | Vehículo aéreo no tripulado en desarrollo Manta II y III |                              | 44                         |                            |                            |
| Helicópteros de transporte  |                            | |                              |                            |                            |                            |
| Eurocopter AS332 Super Puma | Europa                     | Helicóptero de transporte IM , se espera incorporar 2 unidades adicionales a fines del 2020 | AS-332L1 Super Puma (HH-32)  | 4                          |                            |                            |
| H125                        | Europa                     | Incluye el paquete de apoyo logístico integrado (ILS) de Eurocopter Cono Sur (Santiago) Grúa de rescate de 205 kg de capacidad de levante / gancho de carga externa de hasta 1 tonelada y media, para el empleo de helibaldes                                                                                       | Airbus H125                  | 5                          |                            |                            |
| MBB Bo 105                  | Europa                     | Para uso antártico | Bo 105C                      | 3                          |                            |                            |